# Falso 9

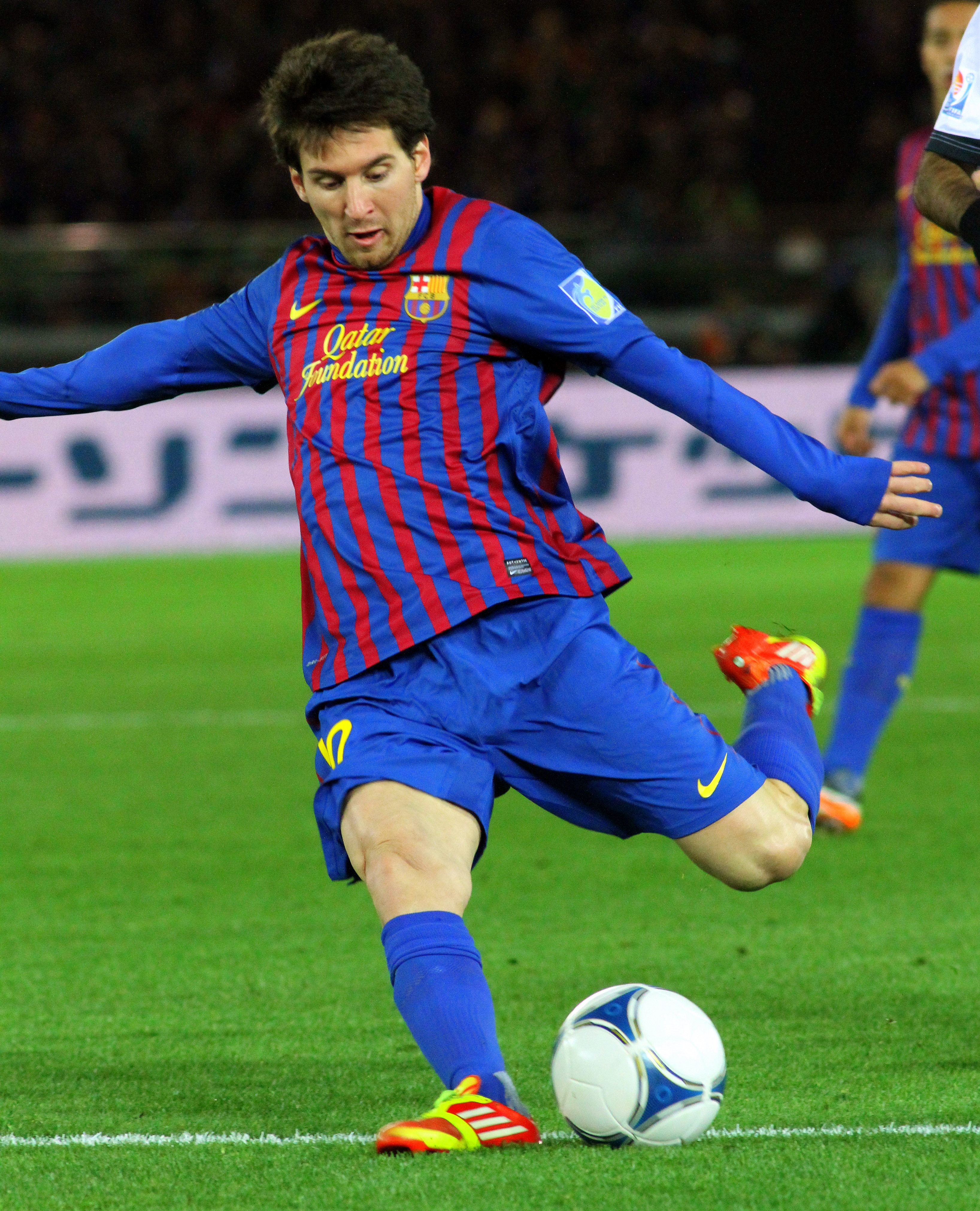
Lionel Messi tem sido um falso 9 com muito sucesso nos últimos anos.

No futebol, um falso 9 é um estilo de jogo atribuído aos segundos atacantes quando estes não estão em presença de um centroavante no time. Ele atua flutuando pelo setores de ataque e meio-campo (entre as linhas dos volantes e zagueiros do time adversário) realizando diversas funções, a fim de puxar a marcação e abrir espaços para quem vem de trás, geralmente os pontas. Apesar do uso desse tipo de estratégia não ser novo no futebol – usado desde os anos 30 – o conceito começou a ser discriminado como estratégia somente há poucos anos.
Geralmente, o falso 9 possui menor porte físico e maior recurso técnico, veloz, com características de drible, finalização, armação, velocidade e visão de jogo. Graças a esse conjunto de características, são usados para além da função de finalização, como também para a armação de jogadas a partir do meio-campo, jogadas em profundidade pelas pontas, finalização com chutes de fora da área, além de auxílio na marcação. Nos últimos anos, um jogador brasileiro que tem se destacado por essas características é Diego Tardelli, que obteve destaque nessa função quando atuava pelo Atlético Mineiro, posteriormente também pela Seleção Brasileira. Em nível mundial, o principal destaque da posição é o argentino Lionel Messi, eleito por oito vezes o melhor jogador do mundo. Outro jogador que atuou bastante nessa posição é o meia alemão Mario Götze.
O termo "falso 9" é comumente associado à imprensa futebolística moderna, normalmente de forma pejorativa, visto que a popularidade da expressão se deu na segunda metade dos anos 2000, quando o futebol brasileiro passou gradativamente a ser analisado com foco nos esquemas táticos, deixando a habilidade em segundo plano.